# Brütal Legend
Brütal Legend – przygodowa gra akcji z elementami strategii czasu rzeczywistego stworzona przez Double Fine Productions i wydana pierwotnie przez Electronic Arts na konsole PlayStation 3 i Xbox 360. Jej premiera nastąpiła 13 października 2009 roku w Ameryce Północnej i 16 października 2009 roku w Europie. Początkowo miała zostać wydana przez Vivendi Games, lecz ze względu na fuzję firmy z Activision porzucono ją wraz z kilkoma innymi tytułami. Następnym wydawcą produkcji zostało Electronic Arts, a pomiędzy Activision i Double Fine powstał spór związany z tytułem. Sprawę rozwiązano w sądzie. Później Double Fine ogłosiło port gry na system Microsoft Windows dystrybuowany przez Steam, który wydano w lutym 2013 roku. Wersje na systemy OS X i Linux powstały w maju 2013 roku jako część akcji Humble Bundle.
Tim Schafer, dyrektor kreatywny produkcji, podczas tworzenia tytułu inspirował się swoimi przeszłymi doświadczeniami muzycznymi. Głównym bohaterem Brütal Legend jest roadie Eddie Riggs, który został przeniesiony do świata fantasy wzorowanego na okładkach heavymetalowych albumów muzycznych. Eddie staje się wybawcą uciśnionych ludzi, pomagając im walczyć z demonicznymi władcami krainy za pomocą topora bitewnego, swojej gitary Flying V oraz samochodu hot rod.
Tytuł jest hybrydą przygodowej gry akcji ze strategią czasu rzeczywistego i zawiera sekwencje, w których gracz musi dowodzić swoimi oddziałami w celu zdobycia wrogiej sceny, chroniąc własną. Głównemu bohaterowi głosu i wizerunku użyczył Jack Black, ponadto w produkcji wystąpili również inni muzycy, tacy jak Lemmy Kilmister, Rob Halford, Ozzy Osbourne i Lita Ford oraz inni celebryci, między innymi Tim Curry. W grze obecnych jest ponad sto tworów metalowych wybranych przez Schafera.
Brütal Legend zyskało głównie pozytywne opinie recenzentów, którzy chwalili wykreowany przez Schafera heavymetalowy świat, a także występy artystów, w szczególności Blacka i Osbourne'a. Niektórzy uważali, że połączenie gry akcji i strategicznej nie wyszło zbyt dobrze, winili jednak ograniczenie konsolowego sterowania i brak funkcji, które normalnie obecne są w grach z obu gatunków.